# 隐睾

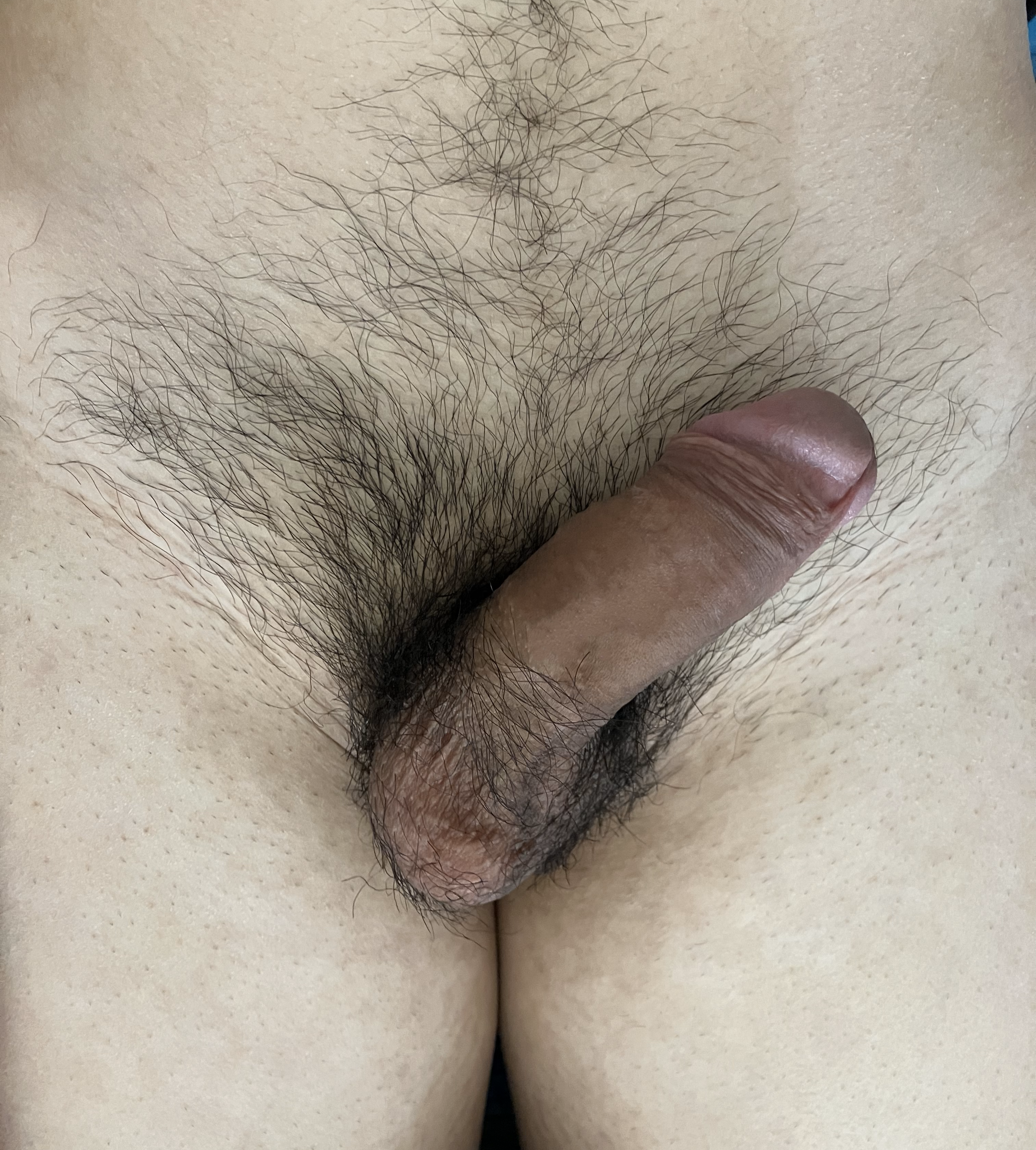
患有隱睪的人类男性，左側睪丸未下降至陰囊

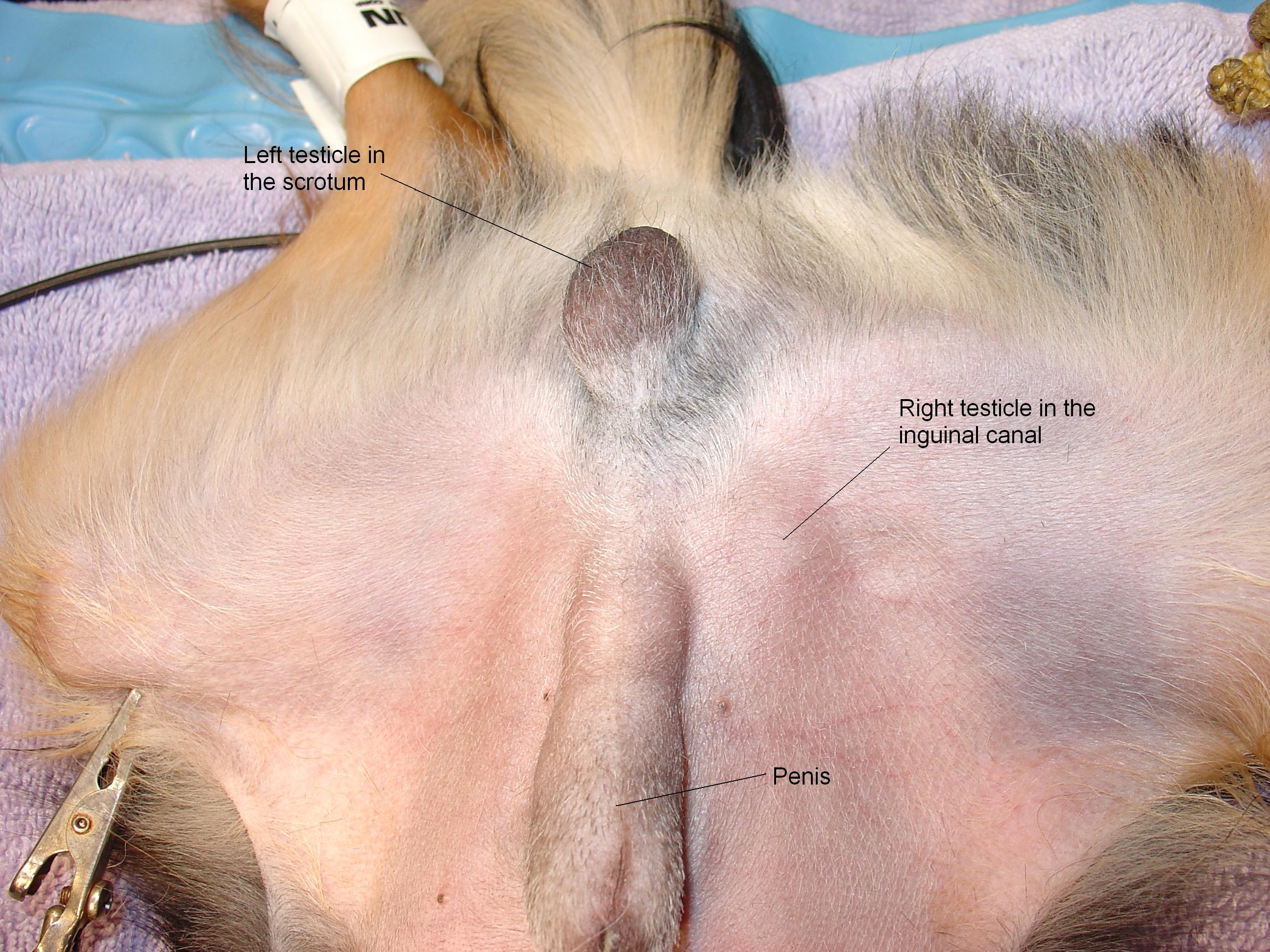
患有隱睪的雄性吉娃娃，右側睪丸未下降至陰囊

隱睾症（英語：Cryptorchidism）指男性睾丸未下降至阴囊，包括睾丸下降不全和睾丸异位。這個詞來自希臘語κρυπτός，kryptos，意思是隱藏的，和ὄρχις，orchis，意思是睾丸。它是男性生殖器最常見的先天缺陷。大約3％的足月和30％的早產兒出生時至少有一顆睪丸會下降。然而，大約80％的隱睾在出生後的第一年下降（大多數在三個月內），使得隱睾症的真實發病率總體上為1％左右。隱睾症可能在嬰儿期後發展，有時甚至可能在青年時期發展，但較罕見 。

## 影响
随着时间的推移，隐睾症会造成生育能力的损伤和比正常情况高 5-10 倍的睾丸癌风险。